# Schmarl
Schmarl ist ein Ortsteil im Nordwesten der Hansestadt Rostock. Er wurde zwischen 1976 und 1984 erbaut. Benannt wurde der Ortsteil nach dem Warnowdorf Schmarl im Nordosten dieses Ortsteils.

## Geschichte

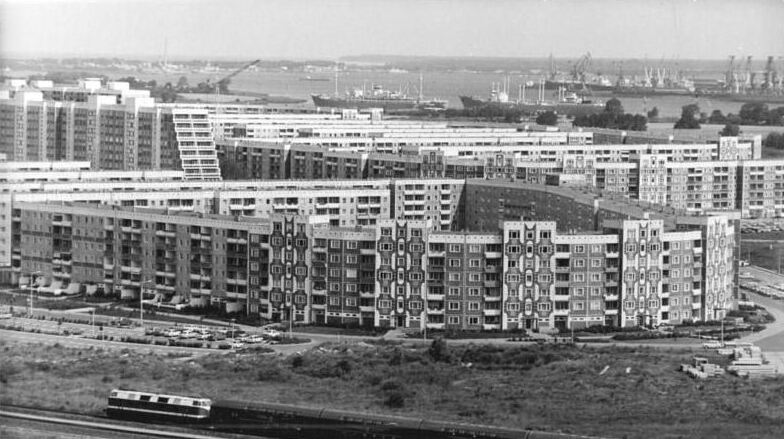
Das Neubaugebiet Rostock-Schmarl im Mai 1981

Der Ort Schmarl wurde erstmals 1272 unter dem ursprünglichen slawischen Namen „Smerdele“ erwähnt. Auf hochdeutsch hat dieses Wort die Bedeutung „Stinkkäfer“. Eine andere Annahme ist, dass der Begriff von einem Personennamen abgeleitet oder einer alten Bezeichnung für Bauern entlehnt wurde. Direkt zwischen der heutigen Großwohnsiedlung und dem Warnowufer erinnert die Ortsbezeichnung Hundsburg an die lange Geschichte des Ortes. Die Hundsburg wurde erstmals 1152 erwähnt und war im frühen Mittelalter ein bedeutender strategischer Punkt, von dem aus die Zufahrt der Schiffe nach Rostock kontrolliert werden konnte. Königin Margarete von Dänemark, die während eines Sturmes in Seenot geraten war, wurde hier der Legende nach von Fischern gerettet. Angeblich zum Dank dafür stiftete die Königin 1270 das Kloster zum Heiligen Kreuz der Zisterzienserinnen. Die Burg wurde 1582 abgerissen. Das Dorf Schmarl war bis zur Reformation Hauptgut dieses Klosters.
1886 wurde die Eisenbahnstrecke Rostock–Warnemünde in Betrieb genommen und Schmarl erhielt einen Bahnhof. Nach Verschwenkung der Bahnstrecke wegen der weiter südlich errichteten Heinkel-Flugzeugindustrie wurde 1934 ein neuer Bahnhof errichtet. Am 8. März 1934 wurde der Ort dann nach Rostock eingemeindet. Zum Bestandteil der modernen Großstadt Rostock wurde Schmarl aber erst Ende der 1970er Jahre, als man ab 1976 (ohne spätere Nachverdichtung) die Großwohnsiedlung in Plattenbauweise mit 6.549 Wohnungen für rund 16.000 Menschen erbaute. Der Wohnkomplex wurde in seiner Lage durch die Stadtautobahn und die 1974 eröffnete S-Bahn im Westen, durch ein Feuchtgebiet im Norden und das Gewerbegebiet Marienehe im Süden begrenzt. Modelle des neuen Ortsteils ließen die Planer im Windkanal der Technischen Hochschule Dresden testen, um Schutz vor dem rauen Ostseeklima zu gewährleisten. Bei Errichtung des Wohngebietes wurde die ehemalige Bahnstrecke Rostock – Warnemünde überbaut, das ehemalige Bahnhofsgebäude blieb jedoch erhalten. Die Straßen Schmarls wurden nach den Namen von berühmten Seefahrern und Entdeckern benannt, z. B. Stephan Jantzen, Vitus Bering und, dazu passend, nach der Wende auch (Christoph) Kolumbus (ehem. Nikolai-Kusnetzow-Ring).
In Schmarl gab es vor 1989 fünf Schulen, fünf Kindertagesstätten, zwei Kaufhallen, Kino und eine Bibliothek. Nach der Wende war der Ortsteil jedoch wie praktisch alle industriell errichteten Ortsteile von Abwanderung meist einkommensstärkerer Bewohner betroffen. Inzwischen hat sich dieser Trend jedoch umgekehrt, so dass heute wieder mehr als 8.000 Menschen in Schmarl wohnen. Dies ist nicht zuletzt der weit fortgeschrittenen Modernisierung der Wohnungen und verschiedenen Förderprogrammen zur Verbesserung des Ortsteils zu verdanken. Dennoch ist auch Schmarl von Rückbau betroffen. Neben vereinzelten Wohnzeilen, einem ehemaligen Kindergarten und einer Schule wurden im Frühjahr 2009 erstmals einige Segmente des Kolumbusringes abgerissen und somit Lücken in die bis dahin durchgehend geschlossene Straßenfront geschlagen. Auch die zunehmenden Bestrebungen, Geschosszahlen herunterzusetzen, werden das Bild dieses Ortsteils Rostocks zukünftig verändern.

## Sehenswürdigkeiten

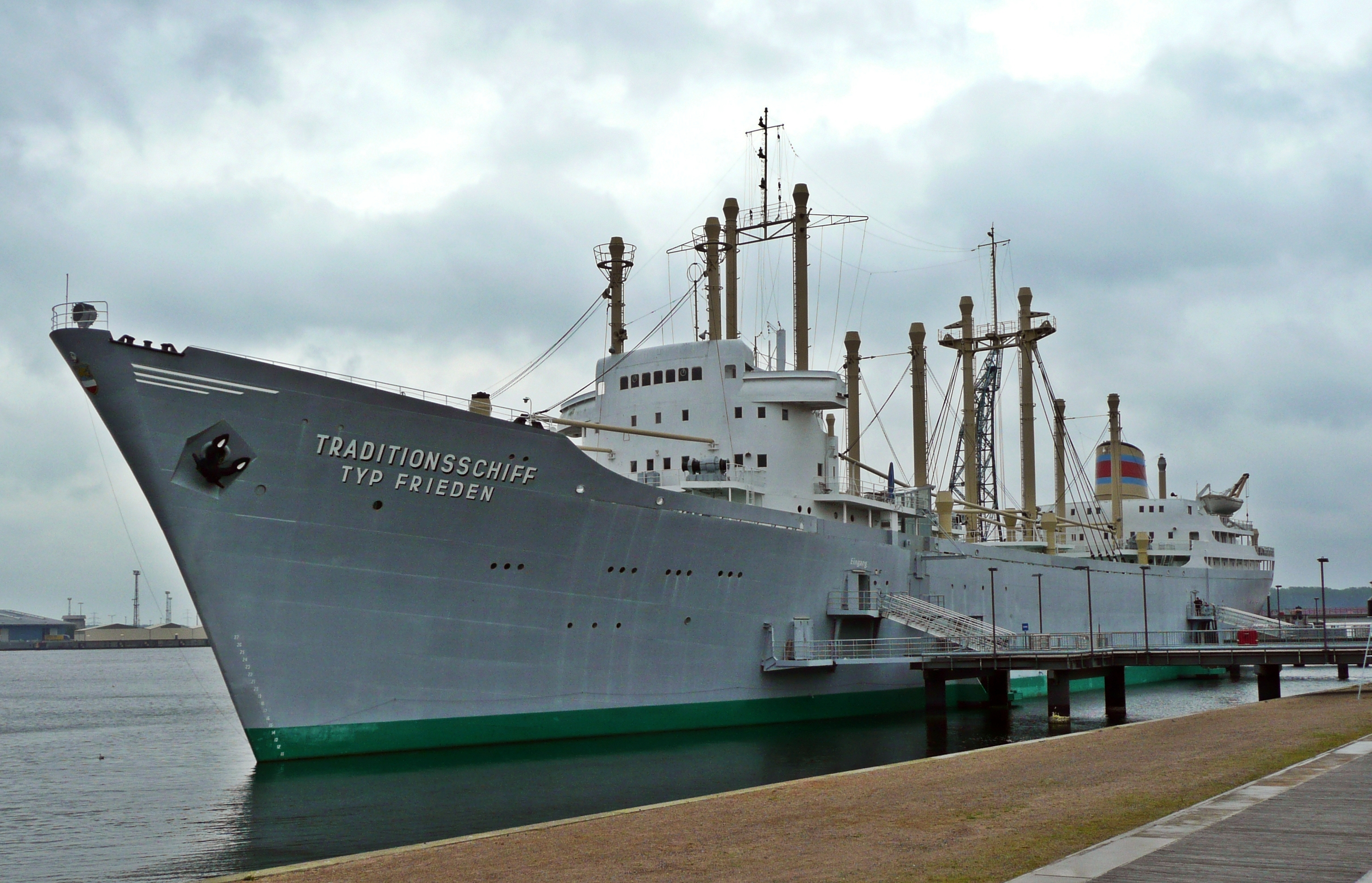
Traditionsschiff Typ Frieden

Aufgrund seiner kurzen Geschichte birgt das moderne Schmarl natürlich keine kulturhistorisch bedeutsamen Stätten. Als äußerst interessant ist jedoch seine architektonische Gestaltung einzustufen, verfügt Schmarl doch als einzige der sieben Rostocker Großwohnsiedlungen über „Wohnschlangen“, die tatsächlich überwiegend runde Formen aufweisen und die Monotonie üblicher Plattenbauten teilweise vergessen lassen. Abwechslungsreich ist auch die äußere Gestaltung der Bauten mit Klinker- und Farbflächen, die mittelalterliche Backsteinelemente und Ornamentik aufgreifen. Vorausschauend waren bereits in den 60er Jahren Eichenbestände gepflanzt worden, die den Ortsteil heute zusätzlich auflockern. Am Warnowufer des Dorfes Schmarl liegen die zwei hier fest vertäuten Schiffe Traditionsschiff Typ Frieden, (welches zum schwimmenden Schiffsmuseum umfunktioniert wurde) und die Likedeeler (eine schwimmende Jugend- und Freizeiteinrichtung mit Schullandheim). Das Gelände um den Schmarler Bach im Norden des Ortsteils lockte von April bis Oktober 2003 2,6 Mio. Gäste aus aller Welt nach Rostock zur Internationalen Gartenbauausstellung (IGA) 2003. Zuvor waren Teile des Areals als Spülfelder genutzt worden, wo das Baggergut (Sand, Schlick) aus den Hafenzufahrten entwässern konnte. Das Gebiet ist heute zusammen mit dem neuen Park an der Hundsburg das attraktive Naherholungsgebiet des Ortsteils. Angrenzend liegt das 2003 errichtete Rostocker Messegelände als eines der wichtigsten Veranstaltungszentren Mecklenburg-Vorpommerns.

## Wirtschaft

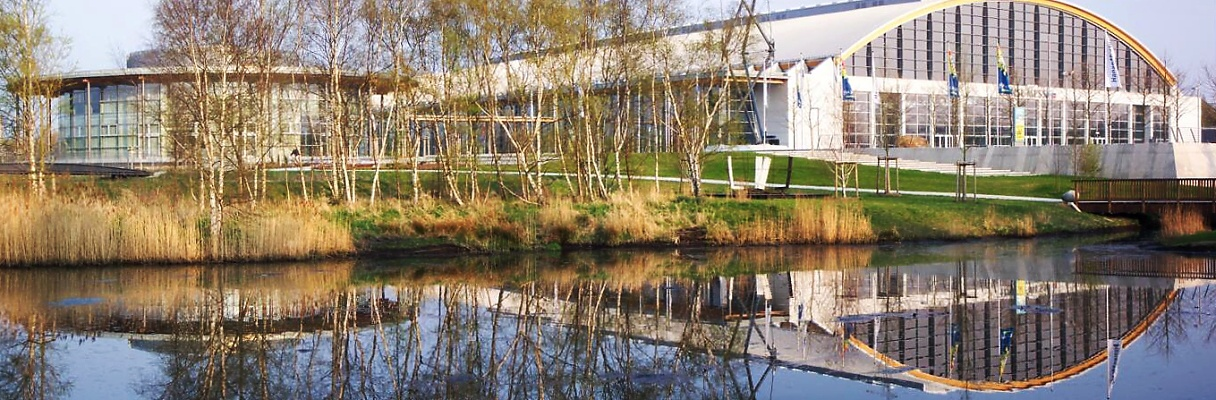
Messehalle der Hansemesse

Nach der Wiedervereinigung wurden in Schmarl mit dem Messeblick und der Kolumbuspassage zwei zusätzliche Einkaufszentren gebaut. Aufgrund der gesunkenen Einwohnerzahl und der veränderten Verkehrsführung durch den neuen Warnowtunnel verfügt Schmarl heute über eine geringere Kaufkraft, so dass derzeit einige Gewerbeflächen leerstehen. Dennoch bietet der Ortsteil mit zwei Supermärkten im Wohngebiet und ca. 20 Fachgeschäften immer noch eine zufriedenstellende Versorgung mit Diensten und Gütern des täglichen Bedarfs. Bedürftige Einwohner werden durch ein Sozialkaufhaus, einen „Carisatt“-Laden und eine Ausgabestelle der Rostocker Tafel e. V. unterstützt. Das Schmarler Angebot im Gesundheitsbereich umfasst derzeit 16 Arztpraxen, zwei Apotheken, zwei Physiotherapeuten, Hebammen und diverse weitere medizinische Dienstleister. Zum Ortsteil gehört außerdem das südlich angrenzende Gewerbegebiet Schmarl-Marienehe, das für Rostock mit einer Vielzahl unterschiedlichster Betriebe von erheblicher wirtschaftlicher Bedeutung ist. U.a. gibt es hier einen Großmarkt und das HCC (Holiday City Center) mit vielfältigen Freizeitangeboten.

## Bildung, Kultur und Soziales
Im Verhältnis zu seiner Größe verfügt Schmarl über ein breites soziales und kulturelles Angebot. Im Ortsteil gibt es drei Kindertagesstätten, eine Grundschule und die weiterführende Krusensternschule. Außerdem beherbergt Schmarl die Berufliche Schule Wirtschaft der Hansestadt Rostock. Als Sportanlagen stehen zwei Sporthallen, zwei Fußballplätze, vier Kleinsportfelder sowie ein Beachvolleyballfeld und eine Skateanlage zur Verfügung. Orte der nachbarschaftlichen und kulturellen Begegnung sind das Kinder-, Jugend- und Familienzentrum „Haus 12“ im Norden und die „Begegnungsstätte e. V.“ im Süden des Ortsteils, sowie der Jugendclub „Schiene“ in nächster Nähe zum Schulzentrum. Dazu kommen zahlreiche weitere Einrichtungen und Organisationen, wie z. B. die evgl.-luth. Ufergemeinde, die gewerkschaftliche Arbeitslosenbetreuung „Dau Wat“, der AWO-Seniorentreff und das Jugendschiff „Likedeeler“. Über die Grenzen des Ortsteils hinaus bekannt ist der Schmarler Volkschor.

## Verkehr

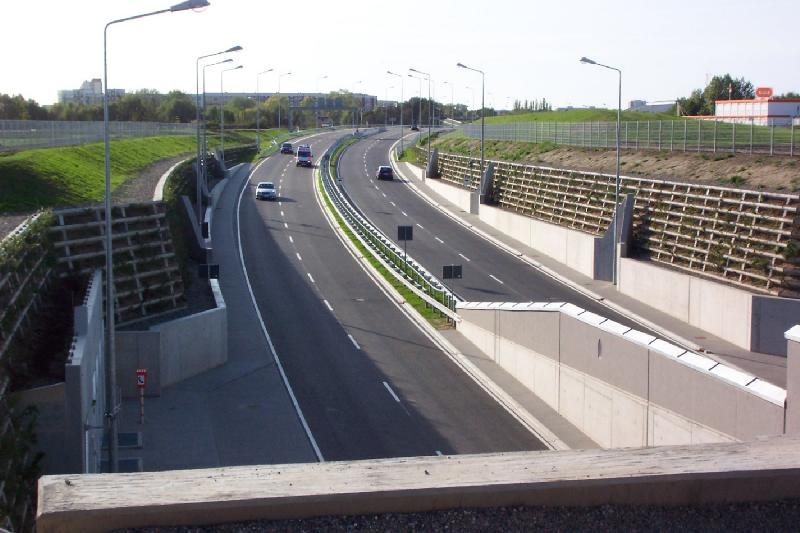
Westeinfahrt Warnowtunnel

Schmarl besitzt einen von zwei mautpflichtigen privatwirtschaftlich betriebenen Straßentunneln in Deutschland. Er verläuft unter der Warnow und erhielt von diesem Fluss seinen Namen, Warnowtunnel. Er verbindet Schmarl mit Oldendorf am östlichen Warnowufer und ist 790 m lang, sodass die Autobahn A19 in wenigen Autominuten zu erreichen ist. Mit dem Tunnel entstand am nördlichen Rand Schmarls eine Schnellstraße, die an die Stadtautobahn B 103 angebunden ist.
Bis etwa 2000 verkehrten nur periphere Buslinien, so dass zum Erreichen der öffentlichen Verkehrsmittel lange Fußwege zurückzulegen waren. Nahverkehrstechnisch ist Schmarl heute durch die S-Bahn und durch diverse Buslinien sehr gut mit den anderen Ortsteilen Rostocks verbunden.
Während der IGA 2003 verkehrte eine Kabinenseilbahn über das Gelände der Gartenschau. Für die Dauer der Ausstellung war der gleichzeitig Schmarl dienende S-Bahnhof Lütten Klein auch Haltepunkt einiger Intercity-Züge.